# Visir
|  | Aquest article tracta sobre el títol islàmic. Si cerqueu els visirs de l'Antic Egipte, vegeu «djati». |

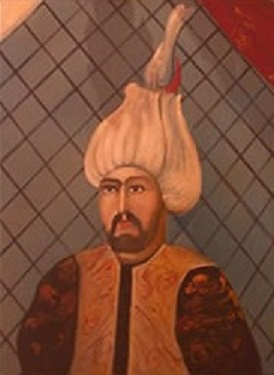
Retrat de Sokollu Mehmet Paşa, gran visir de Solimà el Magnífic, de Selim II i de Murad III

Un visir (del turc vezir, i aquest de l'àrab وزير, wazīr, literalment ‘el que du una càrrega’) és un terme comú a molts països islàmics que designa un alt càrrec polític (o de vegades religiós) que actua com a conseller o ministre d'un monarca normalment també islàmic com ara califes, emirs, màliks o sultans.
Aquest títol va sorgir sota els omeies, quan aquests van adoptar els costums de l'antic Imperi Persa. La funció va adquirir un poder cada vegada més important durant el califat dels abbàssides, del 750 al 1258, on els visirs exercien l'autoritat sobre el poble en nom del califa.

## Etimologia
Visir pot derivar de l'àrab wazara, de l'arrel semítica WZR (l'arrel semítica pot mostrar l'arrel irànica). La paraula s'esmenta a l'Alcorà, on Aaron es descriu com el wazir (auxiliar) de Moisès, així com la paraula wizr (càrrega) que també es deriva de la mateixa arrel. Més tard va ser adoptat com a títol, en forma de wazīr āl Muḥammad (lit. "ajudant de la família de Mahoma") pels líders protoxiïtes Al-Mukhtar i Abu Salama. Sota els califes abbàssides, el terme va adquirir el significat de "representant" o "diputat".
Una altra possibilitat és que es tracti d'una paraula irànica, de l'arrel pahlavi de vičir, que originàriament tenia el significat de "decret", "mandat" i "comandament", però més tard, com també suggereix el seu ús al recull de textes Dēnkard, va passar a significar "jutge" o "magistrat". Arthur Jeffery considera que la paraula és la paraula "bon iranià", ja que té una arrel ben establerta en avèstic. El pahlavi vičir, és de fet de l'avèstic vīčira, que significa "decidir". Aquesta arrel avèstica és darrere de la forma persa moderna de la paraula večer que significa "jutge". Aquesta etimologia és recolzada, entre altres científics, per Johnny Cheung, Ernest David Klein i Richard Nelson Frye.

## Títol històric
El càrrec de visir va sorgir sota els sota els omeies, quan aquests van adoptar els costums de l'antic Imperi Persa, però fou sota el califat Abbàssida que es va estendre pel món musulmà.
El visir es trobava entre el sobirà i els súbdits, representant els sobirans en totes les qüestions relacionades amb els súbdits. El teòric jurídic del segle XI al-Mawardi va definir dos tipus de visirs: wazīr al-tanfīdh ("visir d'execució"), que tenia poders limitats i servia per implementar les polítiques del califa, i el molt més poderós wazīr al-tafwīd (" visir amb poders delegats"), amb autoritat sobre els afers civils i militars, i que gaudia dels mateixos poders que el califa, excepte en matèria de successió o nomenament de funcionaris. Al-Mawardi va subratllar que aquest últim, com a virrei efectiu, havia de ser un musulmà versat en la xaria, mentre que el primer també podia ser un no musulmà o fins i tot un esclau, tot i que les dones continuaven expressament estant prohibides del càrrec.
Històricament, el terme s'ha utilitzat per descriure dos càrrecs molt diferents: ja sigui per a una posició única, el primer ministre al capdavant del govern del monarca (el terme Gran Visir sempre fa referència a aquest càrrec), o com a "rang de gabinet compartit", més aviat com un secretari d'estat o cap de departament en que està dividida l'administració. Si un d'aquests visirs és alhora el primer ministre, pot tenir el títol de Gran Visir o un altre títol.

### Als estats islàmics
- El títol es va utilitzar per primera vegada al primer califat abbàssida, sent el ministre principal del califat.
- A la Pèrsia musulmana, el primer ministre sota l'autoritat política del Xa s'anomenava comunament Vazīr-e Azam ("Suprem", és a dir, "Gran Visir"; els títols alternatius inclouen Atabeg-e Azam i Sardār-e Azam), i diversos ministres ocupaven el rang de gabinet com a vazir, incloent un Vazir-i-Daftar (ministre de finances) i un Vazir-i-Lashkar (ministre de la guerra).
- Al Califat de Còrdova, els califes omeies van nomenar un nombre variable de visirs, com a caps de departament de la burocràcia, ministres amb tasques específiques i consellers reials. En un moment donat, l'any 1008, hi havia fins a 29 visirs alhora. A diferència de l'est islàmic, l'oficina superior de l'estat omeia era la del Hàjib (camarlenc).[11] Sota els regnes de Taifa el títol va proliferar i es va convertir en un títol de cort genèric.[12] Durant els darrers omeies, els visirs també van ser nomenats fora de la capital com a governadors o comandants provincials, una pràctica que va continuar fins a la caiguda de l'Emirat de Granada al segle XV. D'aquí deriva la paraula "algutzir" (oficial del rei amb deures civils o penals).[12]
- A la dinastia Gaznèvida que va governar grans parts de Pèrsia, Khorasan, gran part de Transoxiana i el nord-est del subcontinent indi del 977 fins al 1186 també s'utilitzà el títol visir.
- El títol va reaparèixer en l'Imperi Otomà a partir de 1380, on era donat als més alts dignataris de l'Estat que secundaven el sultà al si del consell del príncep (divan). Mehmet II va reforçar la centralització de l'administració i va conferir el títol de gran visir al responsable de tota l'administració. El gran visir era responsable de la guàrdia del segell del sultà, vigilava el bon funcionament de la justícia, el manteniment de l'ordre públic i també manava els exèrcits. A partir del 1835, el gran visir, president del Consell dels ministres, va obtenir el dret de designar ell mateix els ministres. El càrrec va desaparèixer amb l'Imperi Otomà, el 1923.
- A l'Imperi Safàvida, Itimad ad-Dawla era el títol dels visirs o wazirs perses durant el període safàvida.[13] No apareix fins al final del regnat de Tahmasp I, vers el 1568 o 1569. El visir, abans per sota del wakil, va incrementar el seu poder a costa d'aquest darrer. El títol es va deixar d'utilitzar sota els qajars.
- A l'Egipte musulmà:
  - Visir sota els califes fatimites.
  - De nou des del final efectiu del domini otomà, notablement des de 1857 (és a dir, abans que l'últim valí, Ismaïl Paixà, fos nomenat Kediv el 8 de juny de 1867.
- Al regne xerif del Marroc (històricament un sultanat fins que el titular va assumir el títol reial superior de Malik el 14 d'agost de 1957, poc després de la fi dels protectorats simultanis francès i espanyol; el títol islàmic addicional Amir al-muminín "Comandant dels Fidels" es va mantenir en ús), un Sadr al-A'zam (gran visir) va estar en el càrrec fins al 22 de novembre de 1955.
- Al Sultanat d'Adal situat al nord-oest de Somàlia, Djibouti i parts d'Etiòpia.[14]
- Al Regne haiximita de Hijaz (més tard fusionat amb l'actual Aràbia Saudita), l'únic visir fou, del juny de 1916 a l'octubre de 1924, Ali bin Hussein bin Ali al-Hashimi, sota el seu pare Hussein ibn Ali al-Hashimi (el primer en assumir el títol de Màlik, en lloc de Grand Xarif).
- Sota la dinastia Husaynita de Tunísia, diversos ministres del Bey tenien aquest títol, entre ells: Wazir al-Akbar (o El Ouzir El Kébir): 'gran ministre', és a dir, gran Visir o primer ministre; Wazir al-'Amala (o El Ouzir El Amala): ministre de l'Interior; Wazir al-Bahr (o El Ouzir El Bahr): ministre 'del mar', és a dir, per a la Marina; Wazir al-Harb (o El Ouzir El Harb): ministre de l'Exèrcit o de la Guerra; Wazir al-Istishara (o El Ouzir El Istikhara): ministre-conseller; Wazir al-Qalam; Wazir ud-Daula (o El Ouzir El Dawla): ministre d'Estat; Wazir us-Shura (o El Ouzir Ech Choura): conseller privat.
- A Oman, el primer ministre de Hami/Sultan va rebre el nom de visir fins al 1966, però entre 1925 i 1932 també existia en canvi, un president del consell de ministres. Des del 1970 s'anomena primer ministre.
- Al sultanat de Bengala, molts funcionaris locals portaven el títol de visir/uzir.
- Visirs dels soldans de Zanzíbar (una branca de la dinastia omanita) ostentaren el títol.
- Gran visir al Sultanat de Sokoto. El títol "waziri" és aparentment un derivat d'aquesta paraula, i és un títol de cacic molt apreciat a la major part del nord de Nigèria. De fet, la majoria dels emirs del nord de Nigèria tenen un "waziri", que solia ser un assessor d'alt rang de l'emir.
- A l'Índia precolonial i colonial (sobretot britànica), molts governants, fins i tot alguns prínceps hindús, tenien un visir com a ministre en cap.
- A l'antic sultanat de les Maldives, el primer ministre s'anomenava Bodu Visir, i diversos ministres ocupaven el rang de vazierin (plural), incloent Hakura'a (cartera d'Obres Públiques), Shahbandar (cartera de la Marina, també almirall en cap) o Vela'ana'a (cartera d'Afers Exteriors).
- A l'Imperi Durrani, el primer ministre va rebre el nom de Vazīr-e Azam o Wazir-i-azam (1801–1880); el Vazīr-e Darbār o Wazir al-durbar era el ministre ('Casa') de la Cort Reial.
- Al sultanat de Mataram a l'illa de Java, un wazir era el primer ministre del soldà.

### Als estats no islàmics
- A l'antic Egipte, el càrrec polític o títol de djati corresponia a aquella persona que governava el país a les ordres directes del faraó. Avui dia equivaldria al càrrec de primer ministre o de president del govern en un país amb monarquia. Tradicionalment s'ha traduït de manera inexacta pel terme "visir" (en anglès o alemany, Wesir)
- En portuguès existeixen les grafies com ara "alvasil", "alguazil", "aguazil", "guazil" o "wasir".[15] Un personatge històric que va tenir el títol de visir va ser Sesnando Davides, un mossàrab que va governar Coïmbra al segle XI. Ajudà a Ferran I de Lleó en la conquesta de la ciutat i guanyà el comtat de Coïmbra, portant alhora els títols de comte i visir. Oficialment vassall de Ferran I, però a la pràctica va governar Coïmbra com a monarca. Va morir el 1092. Posteriorment, també apareix la referència a "alvazil" o "alvazil del crim", que es confon amb alcalde o agutzil i que hauria d'incloure en part els càrrecs de jutge, cap de policia i governador civil.

## Ús modern del títol
- Wazīr és la paraula àrab estàndard per a un ministre del govern. Els primers ministres solen anomenar-se Ra'īs al-Wuzara (lit. president dels ministres) o al-Wazīr al-'Awwal (primer ministre). El darrer terme es troba generalment al Magrib, mentre que el primer és típic d'ús al Màixriq (incloent d'Egipte a la península Aràbiga). Així, per exemple, el primer ministre d'Egipte és en àrab un wazīr.
- A l'Iran, els ministres de govern s'anomenen Vazir en persa (per exemple, Vazir de salut), i el primer ministre d'estat abans de la destitució del càrrec el 1989, s'anomenava Nokhost Vazir.
- Al Pakistan, el primer ministre (polític governant de facto, formalment sota el president) s'anomena Vazīr-e Azam (paraula persa per a Gran Visir), els altres ministres s'anomenen vazirs com per exemple el ministre d'Afers Exteriors és conegut com a Vazir-e-Xārjah.
- A l'Índia, Vazīr és la traducció oficial de ministre a l'urdú, i s'utilitza en les cerimònies de jurament ministerial realitzades en aquesta llengua.
- A Kenya i Tanzània, els ministres s'anomenen Waziri i els primers ministres Waziri Mkuu en suahili.
- Als Estats Units d'Amèrica, l'organització Nació de l'Islam de vegades se li dona el títol honorífic de Wazir al seu líder, Louis Farrakhan.
- A Brunei el visir es classifica en cinc títols, que són: Perdana Wazir o cap dels visirs, títol que ostenta l'actual príncep Mohamed Bolkiah; Sa Altesa Reial Pengiran Bandahara Seri Maharaja Permasuara príncep Haji Sufri Bolkiah; Sa Altesa Reial Pengiran Digadong Sahibul Mal príncep Haji Jefri Bolkiah; Pengiran Pemancha Sahibul Rae' Wal-Mashuarah – títol vacant; Pengiran Temanggong Sahibul Bahar – títol vacant.

## Visirs en la ficció
- Iznogud, personatge de ficció d'una sèrie de còmic francobelga del gènere d'humor i una sèrie de dibuixos animats animats per televisió, és un famós visir, l'objectiu del qual és convertir-se en califa en lloc del califa Haroun el-Poussah però tots els seus intents acaben en fracassos estrepitosos.
- A Discworld, l'escenari fictici de les novel·les fantàstiques de Terry Pratchett. Aquest presenta el personatge del Gran Visir amb força regularitat (sobretot a Sourcellerie, 1988), descrit, amb el to humorístic i delirant habitual, com l'arquetip del personatge enganyós i conscientment malvat.
- Jaffar, és el visir del videojoc Prince of Persia.
- Jafar, és un personatge de la pel·lícula de Disney Aladdin del 1992 que fa referència a Jàfar ibn Yahya de la família dels barmàquides, visir del califa abbàssida Harun ar-Raixid.
- Jafar, també és el nom del personatge que ostenta el títol de Gran Visir a la pel·lícula britànica El lladre de Bagdad de 1940.
- El visir de la pel·lícula The New Adventures of Aladdin del 201) no té nom, tot i que està inspirat en la història d'Aladí. És el dolent de la pel·lícula i l'enemic d'Aladí. Ell i el seu company Black M també expressen la seva insatisfacció amb el visir a la cançó Prince Aladdin que serveix com a crèdits finals, amb aquesta frase: "fuck the visir".

## Altres referències
- "Vizir" és el nom d'una marca de detergents per a roba que pertany a la multinacional estatunidenca Procter & Gamble.
- En persa, la dama del joc d'escacs s'anomena "visir".
- "Vizier" és el títol utilitzat pels estudiosos moderns per indicar el cap de l'administració del primer regne d'Ebla, a l'actual Síria central.